# Diadasia olivacea
Diadasia olivacea är en biart som först beskrevs av Cresson 1878.  Diadasia olivacea ingår i släktet Diadasia och familjen långtungebin. Inga underarter finns listade i Catalogue of Life.